# بترا هاك
بترا هاك (بالألمانية: Petra Hack)‏ هي متسابقة ملكة الجمال وعارضة ألمانية، ولدت في 1970 في أويسكيرشن في ألمانيا.